# Bernard Parmegiani

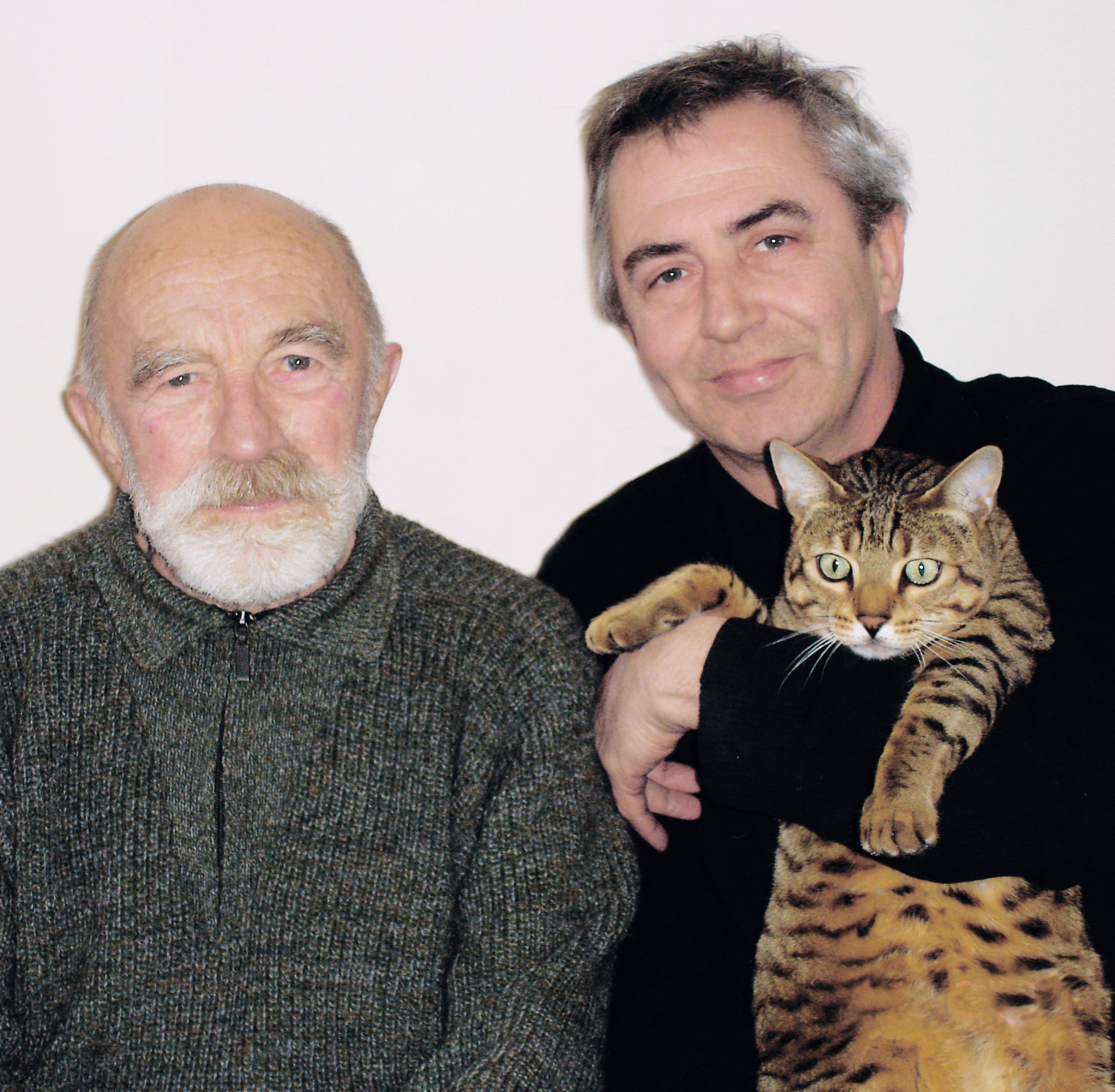
Bernard Parmegiani (links) mit Christian Zanesi

Bernard Parmegiani (* 27. Oktober 1927 in Paris; † 21. November 2013 ebenda) war ein französischer Komponist elektroakustischer Musik.

## Leben und Werk
Er studierte Klavier und Fernsehtontechnik, arbeitete teilweise als Pantomime und war von 1954 bis 1959 als Toningenieur beim französischen Fernsehen tätig. Seit 1960 war er Mitglied der Groupe de recherches musicales (GRM), wo er für die angewandte Musik zuständig war. Er gilt als eine Schlüsselfigur der elektroakustischen Musik und schuf zahlreiche Werke der musique concrète, darunter das einflussreiche De natura sonorum von 1975, aber auch Theater- und Filmmusik. Parmegiani setzte sich jahrelang auch intensiv mit Videokunst auseinander. Er war Komponist der futuristischen Erkennungsmelodie Indicatif Roissy für die Durchsagen im Flughafen Paris-Charles-de-Gaulle, die von 1974 bis 2005 verwendet wurde.

## Diskographie
- 1961 Alternance
- 1964 Violostries
- 1966 Jazzex
- 1967–1968 L’Instant mobile Capture éphémère
- 1968 Pop eclectic
- 1969 Du pop à l'âne
- 1970 Pop secret L'Œil écoute
- 1971 L’Enfer (d’après La Divine Comédie) La Roue Ferris
- 1972 Pour en finir avec le pouvoir d’Orphée
- 1973 Et après
- 1974 Chants magnétiques
- 1975 De Natura Sonorum
- 1977 Dedans-Dehors
- 1980 L’Écho du miroir
- 1984 La Création du monde
- 1985–1986 Exercismes 1 - 2 - 3
- 1987 Rouge-mort Thanatos
- 1991 Le Présent composé
- 1992 Entre-temps
- 1992 Plain-temps
- 1995 Génériques potentiels
- 1996 Sonare
- 2002 La mémoire des sons
- 2004 Espèces d'espace